# Данканвілл (Техас)
Данканвілл (англ. Duncanville) — місто (англ. city) в США, в окрузі Даллас штату Техас. Населення — 40 706 осіб (2020).

## Географія
Данканвілл розташований за координатами 32°38′45″ пн. ш. 96°54′50″ зх. д. / 32.64583° пн. ш. 96.91389° зх. д. (32.645950, -96.913870).  За даними Бюро перепису населення США в 2010 році місто мало площу 29,13 км², з яких 29,10 км² — суходіл та 0,03 км² — водойми.

## Демографія
Згідно з переписом 2010 року, у місті мешкали 38 524 особи в 13 280 домогосподарствах у складі 10 109 родин. Густота населення становила 1323 особи/км².  Було 14011 помешкання (481/км²).
Расовий склад населення:
| - 50,4 % — білих - 29,8 % — чорних або афроамериканців - 1,7 % — азіатів - 0,7 % — корінних американців - 0,1 % — вихідців з тихоокеанських островів - 14,8 % — осіб інших рас |

До двох чи більше рас належало 2,5 %. Частка іспаномовних становила 35,0 % від усіх жителів.
За віковим діапазоном населення розподілялося таким чином: 28,0 % — особи молодші 18 років, 60,2 % — особи у віці 18—64 років, 11,8 % — особи у віці 65 років та старші. Медіана віку мешканця становила 35,4 року. На 100 осіб жіночої статі у місті припадало 90,6 чоловіків;  на 100 жінок у віці від 18 років та старших — 85,4 чоловіків також старших 18 років.
Середній дохід на одне домашнє господарство  становив 64 212 долари США (медіана — 53 750), а середній дохід на одну сім'ю — 69 743 долари (медіана — 59 455). Медіана доходів становила 40 795 доларів для чоловіків та 37 164 долари для жінок. За межею бідності перебувало 12,7 % осіб, у тому числі 20,4 % дітей у віці до 18 років та 4,8 % осіб у віці 65 років та старших.
Цивільне працевлаштоване населення становило 18 760 осіб. Основні галузі зайнятості: освіта, охорона здоров'я та соціальна допомога — 23,5 %, роздрібна торгівля — 14,6 %, науковці, спеціалісти, менеджери — 10,3 %, виробництво — 9,8 %.